# Érythraphérèse

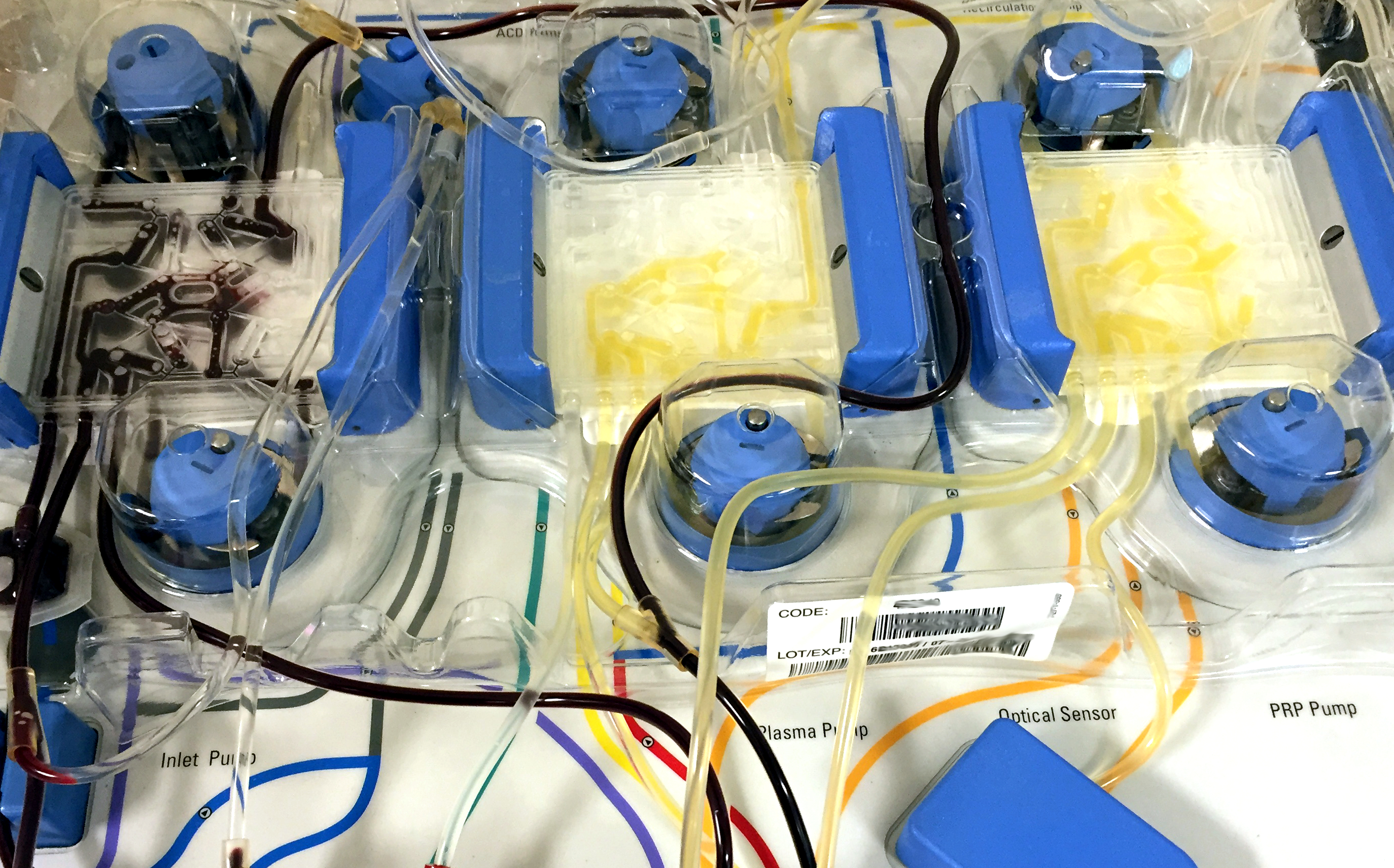
Un dispositif d'aphérèse, pouvant être utilisé en érythraphérèse.

L'érythraphérèse (ou érythrocytaphérèse) est le prélèvement sélectif des globules rouges par aphérèse.

## Don du sang
Le sang prélevé chez le sujet, est centrifugé dans un séparateur de sang, les globules rouges sont prélevés dans une poche et les autres éléments sanguins, plasma, globules blancs et plaquettes sont retournés au sujet.
Cette technique permet de prélever les globules rouges chez le donneur de sang en quantité plus importante que lors du don de sang total[réf. nécessaire].

## Érythraphérèse thérapeutique
On emploie aussi cette technique à titre thérapeutique pour retirer au patient des érythrocytes malades ou présents en quantité excessive.

### Échange érythrocytaire
Chez le patient drépanocytaire, les érythrocytes contiennent une hémoglobine anormale. Dans ce cas, les globules rouges du patient sont prélevés par érythraphérèse et remplacés (échangés) par des globules rouges de donneurs.

### Retrait d'érythrocytes
L'érythraphérèse thérapeutique va dans ce cas permettre de retirer des érythrocytes présents en quantité semblant excessive : soit qu'ils aient été produits en quantité excessive, comme dans la polyglobulie de Vaquez (une hémopathie myéloïde), soit que l'on souhaite abaisser l'hématocrite du patient pour éviter une occlusion veineuse (notamment rétinienne).